# Pachyloidellus butleri
Pachyloidellus butleri is een hooiwagen uit de familie Gonyleptidae.